# Stade Jean Louis Vanterpool
Stade Jean Louis Vanterpool – wielofunkcyjny stadion w Quartier de Marigot w Saint-Martin. Jest obecnie używany głównie do meczów piłki nożnej i zawodów lekkoatletycznych. Swoje mecze rozgrywają na nim drużyny piłkarskie FC Concordia (Saint Martin), FC Marigot i Junior Stars. Ma nawierzchnię trawiastą. Mieści się przy Rue de Hollande. Obiekt znajduje się po francuskiej stronie wyspy.